# Dolores (Copán)
Dolores – gmina (municipio) w zachodnim Hondurasie, w departamencie Copán. W 2010 roku zamieszkana była przez ok. 5,9 tys. mieszkańców. Siedzibą administracyjną jest miejscowość Dolores.

## Położenie
Gmina położona jest w środkowej części departamentu. Graniczy z 6 gminami:
- San Jerónimo i Trinidad de Copán od północy,
- Veracruz od wschodu,
- Santa Rosa de Copán od południa,
- Dulce Nombre i Concepción od zachodu.

## Miejscowości
Według Narodowego Instytutu Statystycznego Hondurasu na terenie gminy położone były następujące wsie:
- Dolores
- Agua Buena
- El Bálsamo
- El Camalote
- Joyas Galanas
- Pasquingual
- Plan del Naranjo
- San Antonio
- Vega Redonda
- Yaruconte

## Demografia
Według danych honduraskiego Narodowego Instytutu Statystycznego na rok 2010 struktura wiekowa i płciowa ludności w gminie przedstawiała się następująco:
| Wiek      | 0–3   | 4–6 | 7–12  | 13–17 | 18–24 | 25–64 | 65+ | razem |       |
| Dolores   | 753   | 625 | 1 011 | 741   | 728   | 1 784 | 216 | 5 857 |       |
| Mężczyźni | 3 067 | 407 | 324   | 512   | 391   | 409   | 924 | 101   | 3 067 |
| Kobiety   | 2 790 | 345 | 301   | 500   | 349   | 319   | 859 | 116   | 2 790 |